# Библиотека Шейдов
Библиотека Шейдов (англ. Scheide Library) — бывшая частная библиотека, хранящиеся в отделе редких книг и специальных коллекций библиотеки Принстонского университета (г. Принстон, штат Нью-Джерси, США). Считается лучшей частной коллекцией редких книг и рукописей в Западном полушарии и единственная библиотека за приделами Европы, где собраны все четыре первопечатных библии.

## История формирования
Библиотека была собрана тремя поколениями коллекционеров: Уильямом Т. Шейдом (англ. William T. Scheide), его сыном — Джоном Х. Шейдом (англ. John H. Scheide), и внуком — Уильямом Х. Шейдом (англ. William H. Scheide).
- Уильям Тейлор Шейд (1847—1907), инженер, партнёр Джона Д. Рокфеллера в «Пенсильванских нефтяных месторождениях», в 1880—1889 годах генеральный менеджер «Единой трубопроводной компании» (подразделение «Стандарт Ойл»). Первую значимую книжную покупку совершил в 1865 году, купив книгу Майкла Фарадея «Курс из шести лекций химической истории свечей». В 1889 году совершил путешествие в Европу, из которого привёз большое количество старинных книг и документов.
- Джон Хинсдейл Шейд (1875—1942), выпускник Принстонского университета (1896, бакалавр), вследствие заболевания туберкулёзом не занимался бизнесом и посвятил себя коллекционированию редких книг и рукописей.
- Уильям Хёрд Шейд (1914—2014), выпускник Принстонского университета (1936, бакалавр), в 1940 году получил магистерскую степень в Колумбийском университете по музыковедению. Долгое время преподавал музыку в Корнеллском университете. В 1959 году переместил семейную библиотеку на хранение в отдел редких книг и специальных коллекций библиотеки Принстонского университета. Завещал семейную библиотеку Принстонскому университету.

## Собрание
В библиотеке Шейдов 7935 единиц хранения, в том числе:
- 4 первых печатных Библии: Библия Гутенберга или 42-строчная Библия (первая половина 1450 гг.); 36-строчная Библия (около 1458—1461 гг.); Библия (1462 г.); Библия Ментелина (1466 г.);
- 150 инкунабул (первопечатных книг изданных до 1501 года);
- рукописи Авраама Линкольна, Иоганна Баха и Людвига ван Бетховина;
- копии Декларации независимости США;
- первые издания Уильяма Шекспира и Джона Милтона;
- коллекция итальянских нотариальных документов XIII—XVII веков (завещания, пожертвования, арендные и хозяйственные договоры и другие юридические документы): более 500 документов из Виченцы; около 500 из Фабриано; более 500 из Бергамо, Тирано и Караваджо и более 2,5 тыс. документов из Феррары, Флоренции, Венеции, Вероны и многих других северных итальянских городов;
- часть архива бенедиктинского монастыря, расположенного недалеко от города Фабриано, административного центра провинции Анкона и относящиеся к XI — началу XV веков.
- более 2,5 тыс. документов на французском языке, большая часть которых относится к документам семьи д’Оливе из Тулузы и датировано XVI—XVIII веками;
- документы на английском языке, многие из коллекции английского библиофила сэра Томаса Филлиппса.